# Комуністична партія Малаї
Комуністична партія Малаї — політична партія у Південно-Східній Азії, заснована у 1930 році. Вела озброєну боротьбу проти японських та англійських військ.

## Історія
З 1941 по 1945 рік партія організовувала підпільний опір японським загарбникам. Після закінчення Другої світової війни, розпочалося повстання проти пробританського уряду Малайзії. Ще у 1948 році започатковано формування військового крила — Народно-визвольної армії Малайзії. Останній зазнав невдачі, і його лідер Чинг Пен був змушений залишити країну в 1960, після десяти років партизанської війни.
Партію було офіційно розпущено 1989 року, коли партизани офіційно погодилися скласти зброю.